# Question 7
Question 7 è un film drammatico del 1961 diretto da Stuart Rosenberg.
È stato presentato in concorso alla 11ª edizione del Festival internazionale del cinema di Berlino, dove si è aggiudicato il Premio OCIC e lo Jugendfilmpreis come miglior lungometraggio.

## Trama
Nella Germania Est del dopoguerra, il regime comunista ha decretato che a tutti i figli dei dissidenti sarà negato l'ingresso nel prestigioso conservatorio musicale. Peter, figlio del ministro Friedrich Gottfried, è ansioso di essere accettato e si prepara a rispondere alle sette domande richieste, l'ultima delle quali gli impone però di negare il suo credo religioso.
Prima che ciò accada viene invitato dal Partito Comunista ad esibirsi al Festival della Gioventù di Berlino ma il padre protesta, ritenendo che i comunisti intendono usarlo come una pedina politica di fronte al "mondo libero". Sarà lo stesso Peter a decidere di non partecipare e fuggire in Germania Ovest.

## Distribuzione
Dopo l'anteprima al Festival di Berlino, il film è stato distribuito negli Stati Uniti dal 28 settembre 1961 e in Germania Ovest (con il titolo Frage 7) dal 16 ottobre dello stesso anno.

## Critica
Secondo il critico Bosley Crowther del New York Times, l'unico punto debole del film è l'eccessiva caratterizzazione del padre del protagonista, interpretato da Michael Gwynn, «troppo eroico, coraggioso e onorevole. Non vacilla per un momento nel suo senso di correttezza o nel rifiuto di scendere a compromessi... fino a lasciare che il suo giovane figlio si tormenti da solo molto più a lungo di quanto dovrebbe».

## Riconoscimenti
1961
- Festival internazionale del cinema di Berlino
Premio OCIC
Jugendfilmpreis, miglior lungometraggio
Nomination Orso d'oro per il miglior film
- National Board of Review Awards
NBR Top Ten Films

1962
- Deutscher Filmpreis
Premio speciale (lungometraggi)